# 邱东
邱东 (1957年—)，天津财经大学教授，主要从事国民经济核算、中国统计改革与发展等方面的研究工作。入选中华人民共和国教育部2008年度"长江学者"特聘教授，享受中国国务院政府特殊津贴，曾就读于东北财经大学统计学专业。